# 霍西森島

63°44′S 61°41′W / 63.733°S 61.683°W
霍西森島（英語：Hoseason Island）是南極洲的島嶼，屬於帕默群島的一部分，位於列日島東北20公里，長11公里、寬6公里，最高點海拔高度495米，島上無人居住。